# Anarta koizumidakeana
Anarta koizumidakeana là một loài bướm đêm trong họ Noctuidae.